# Église Saint-Paul de Reilhac
Pour les articles homonymes, voir Église Saint-Paul.
L'église Saint-Paul est une église catholique située à Champniers-et-Reilhac, en France.
Cette église romane du XIIe siècle fait l'objet d'une protection au titre des monuments historiques.

## Localisation
L'église Saint-Paul est située à l'extrême nord du département de la Dordogne, en Périgord vert, dans le village de Reilhac, sur la commune de Champniers-et-Reilhac, en bordure de la route départementale 110.

## Historique
Cette petite église, autrefois paroissiale, relevait de l'ancien diocèse de Limoges. L'édifice roman, construit au XIIe siècle, a conservé son architecture d'origine mais sa voûte en berceau s'est écroulée.
L'église est classée au titre des monuments historiques le 8 septembre 1965.
Après cinq années de travaux de restauration, l'église est inaugurée fin juillet 2025, en présence de Philippe Mousset, évêque de Périgueux et de Sarlat.

### Les Templiers et les Hospitaliers
Saint-Paul de Reilhac a appartenu aux chevaliers de l'ordre du Temple. À l'époque du procès des templiers, on trouve en effet Élie de Chalistrat, prêtre templier de l'église de Reilhac qui comparait devant le pape à Poitiers puis en février 1310 à Paris. À la suite de la dévolution des biens de l'ordre du Temple, Reilhac est donnée aux Hospitaliers de l'ordre de Saint-Jean de Jérusalem et est réunie avec la commanderie de Milhaguet (commune de Marval) puis au prieuré hospitalier de Bourganeuf.

## Architecture
L'édifice est un rectangle orienté est-ouest que prolonge à l'est le chevet hémicirculaire.
L'entrée s'effectue au sud par un portail à cinq voussures qui donne accès à la nef à trois travées. Le chœur est surmonté par le clocher carré.

## Galerie de photos

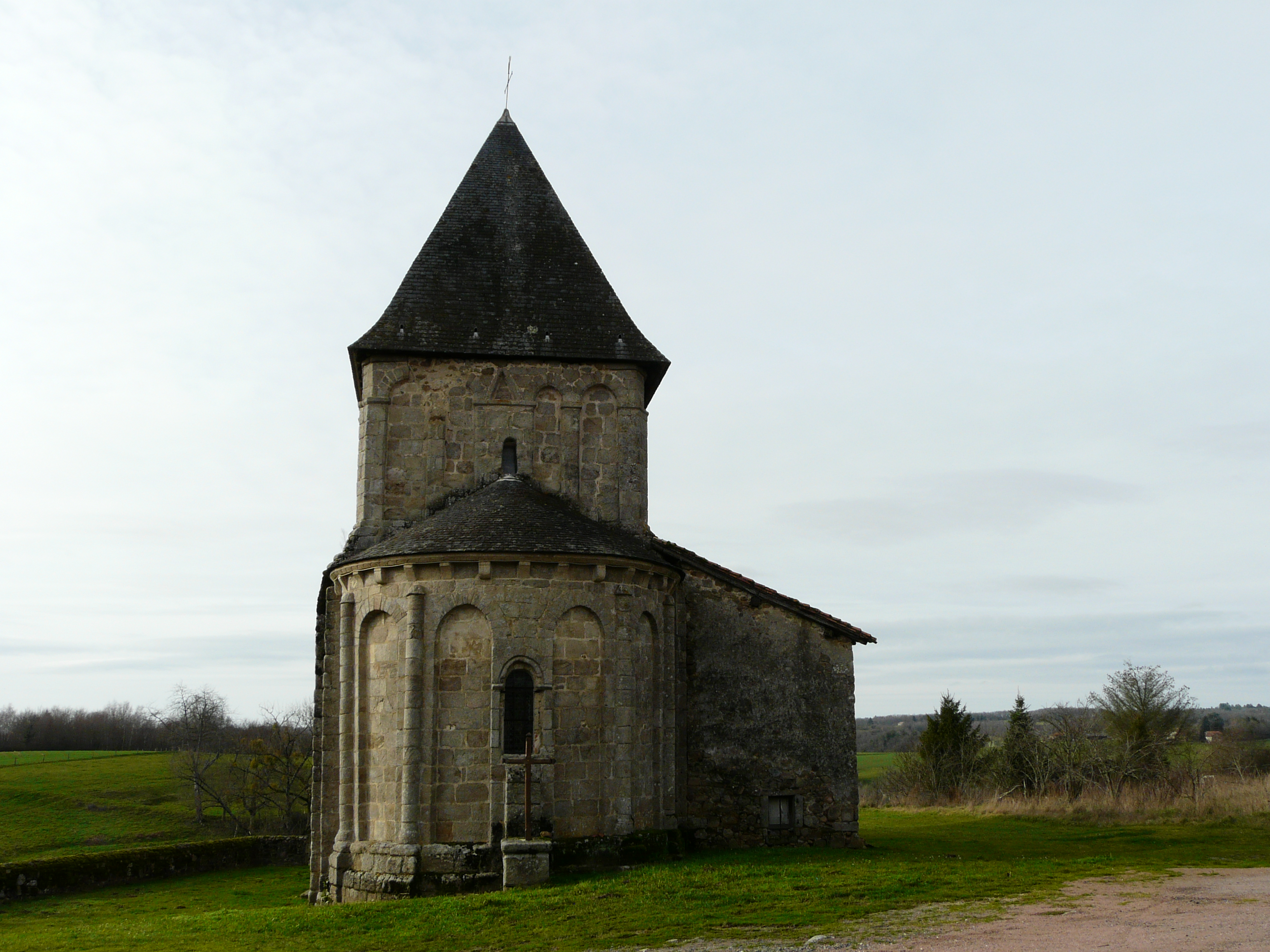
Le chevet.
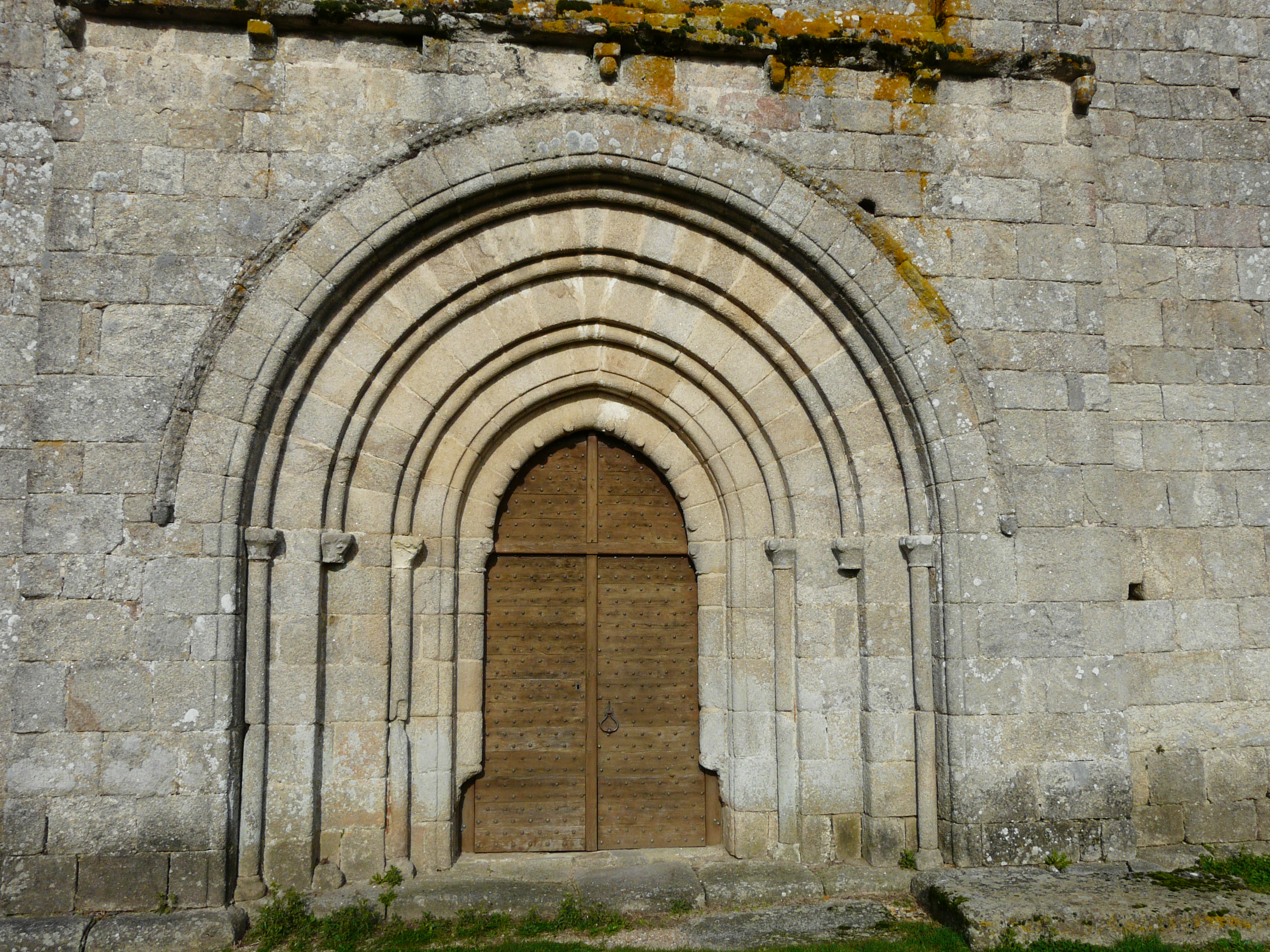
Le portail.
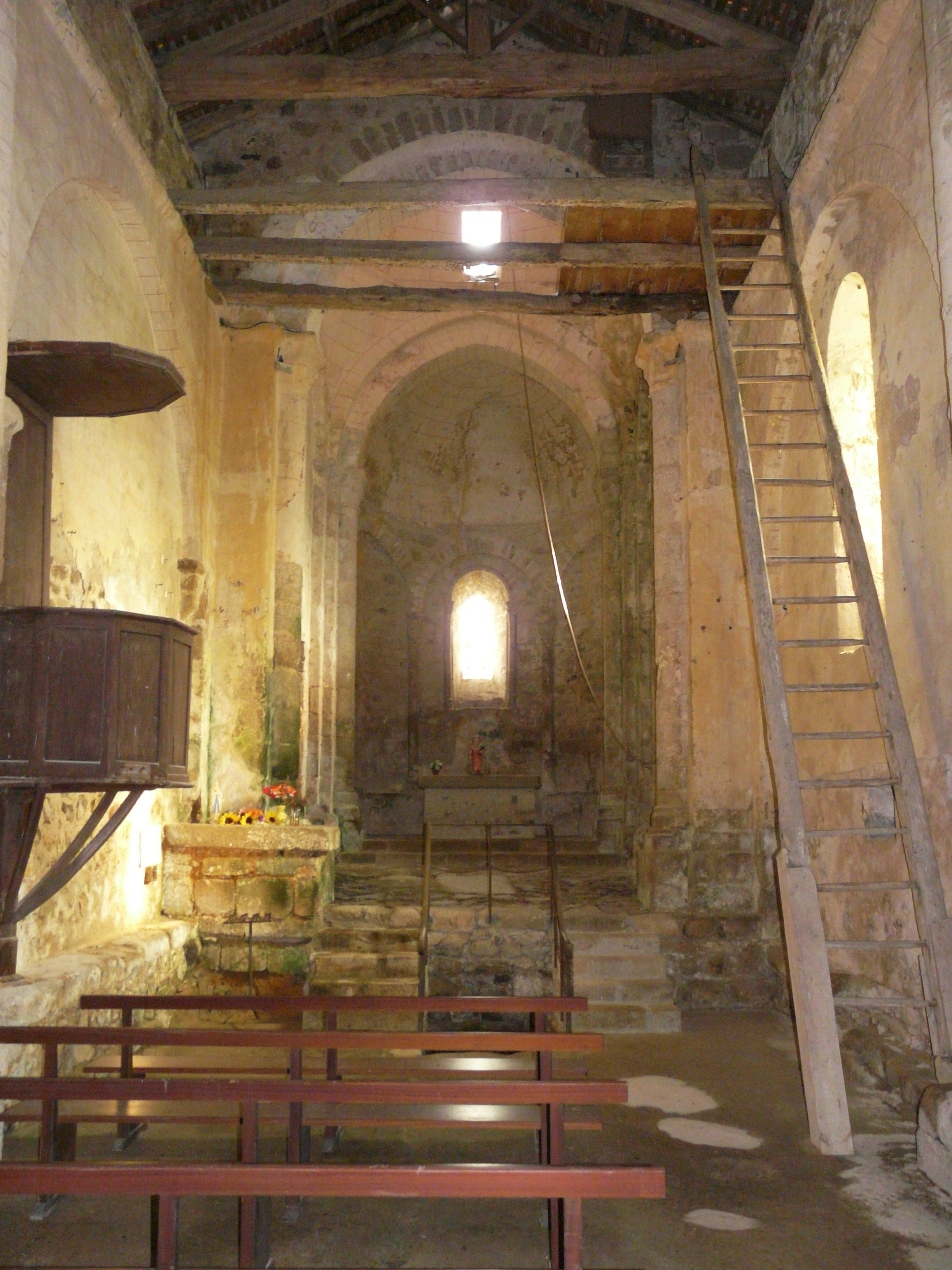
La nef.
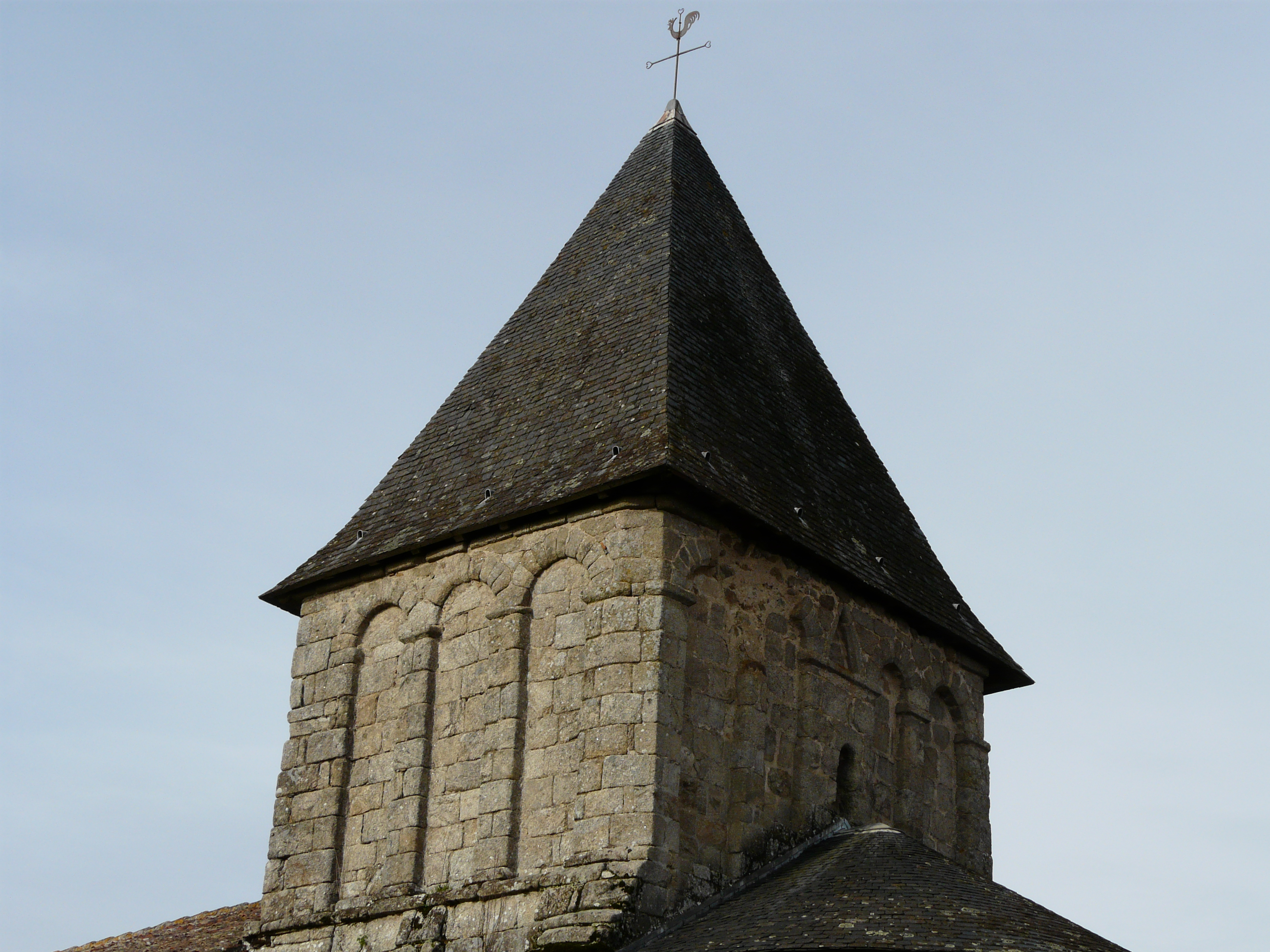
Le clocher.